# Humberto Ramos (futebolista)
Humberto da Silva Ramos, mais conhecido como Humberto Ramos (Belo Horizonte, 25 de agosto de 1949), é um ex-treinador e ex-futebolista brasileiro que atuava como meio-campista.

## Carreira
Humberto Ramos foi jogador de futebol nas categorias de base do Atlético Mineiro. Começou atuando no clube como ponta-direita aos 16 anos de idade, mas logo retornou a sua posição oficial que era ponta-de-lança, atuando tanto pela direita como pela esquerda. Jogando pelo Galo, fez 110 jogos e anotou 12 gols. Campeão Mineiro em 1970 e Campeão Brasileiro de 1971, foi quem fez a jogada do gol de Dario contra o Botafogo no Maracanã, que deu o título nacional inédito.
Sua carreira de treinador iniciou de forma inusitada. No ano de 1999, enquanto ocupava um dos cargos de dirigente do Atlético Mineiro, Humberto assumiu a função de treinador da equipe principal do Galo após a demissão do técnico Dario Pereyra. Acabou levando o time até a decisão do Campeonato Brasileiro, perdendo a final para o Corinthians. Ainda treinou outras equipes como Avaí, Joinville, Vila Nova, Villa Nova, entre outras.

## Títulos

### Como jogador
Atlético Mineiro
- Campeonato Mineiro Juvenil: 1969, 1970
- Campeonato Mineiro: 1970
- Taça Belo Horizonte: 1970, 1971, 1972
- Campeonato Brasileiro: 1971